# Hassan Preisler
Hassan Preisler (Charlottenlund, 1969. június 12. –) dán író, drámaíró, rádiós műsorvezető és színész.

## Szerző
Hassan Preisler 2013-ban debütált szerzőként a Brun mands byrde című regényével, amely széles körű dicséretet kapott a teljes lektori bázistól. 2013 szeptemberében megkapta Dánia legnagyobb debütáló díját, a Bodil és Jørgen Munch-Christensen debütáns díjat. A könyvet számos díjra jelölték, köztük a Bogforum Debütáns-díjára és a DR Roman-díjra. 
Két könyvet ír, amelyek 2024-ben jelennek majd meg.

## Drámaíró
Hassan Preisler drámaíróként számos színháznak írt darabot, köztük az Aarhus Theatre, a Malmö Stadsteater, a Teatergrad, a Teater Nordkraft, a Teater danskdansk és a Det Flydende Teater számára. A médiában dicséretben részesült gyakran konfliktusos és ellentmondásos alakításáért, 2018-ban pedig jelölték az Årets Reumert-re, mint a Kaj Munk költő-papról írt darabjáért.
Ezenkívül Hassan Preisler és a díjnyertes rendező, Moqi Trolin konfliktusba keveredett a Királyi Színházzal a Salman Rushdie: A sátáni versek színrevitelében folytatott együttműködés miatt, amelyet a színház ismeretlen okokból visszavont a jogok átadása pillanatában.

## Rádiós műsorvezető
Több éven át vezette a Min lille Hassan férfimagazint a Radio24syv-en, amiért 2017-ben Prix Audio díjat kapott. Ezt követően Iben Maria Zeuthen után átvette a Det Næste Kapitel (Következő fejezet) című műsort, és ugyanebben az évben az év műsorvezetőjének jelölték. A rádió bezárásával a műsor a Weekendavisen dán hetilapba költözött, ahol Hassan Preislerrel 2021 nyaráig hetente jelent meg podcastként. Hassan Preisler a „dansken” (dán) pán-északi rádiómagazinban, a Norsken, Svensken og Danskenben, amely az NRK-n, SR-en és DR-en jelenik meg, és több mint 300 000 hallgatója van.

## Színész
1999-es tanulmányai óta számos színházi előadásban és filmben játszott szerepet. Fellépett többek között az Aarhus Színházban, a Teater Nordkraftban, a Theater Får302-ben, a Teater Grobban, az Østre Gasværk Színházban, Betty Nansenben (Edison) és a Cafe Teatretben. A filmek és tévésorozatok között szerepelt a Grønne hjerter (Zöld szívek), Rita, Behavior (Viselkedés), Om kærlighed (Szerelemről), Små fejl (Apró hibák), Stykke for stykke (Darabról darabra) címűekben.
Hassan Preisler Sandra Yi Sencindiver színésszel és rendezővel együtt a danskdansk színházi csoport művészeti vezetője volt, amely 2010 és 2013 között az Østre Gasværk Színház házi társulata volt.

## Vegyes
Krónikái, ismertetői, kommentárjai és rendszeres rovatai voltak számos napilapban és újságban, köztük a Weekendavisenben, a Kristeligt Dagbladban és a Berlingske-ben, ahol három éven keresztül írt Maise Njor íróval és újságíróval.
Hassan Preisler emellett előadásokat tart, valamint előadóként és moderátorként is tevékenykedik számos kontextusban.

## Magánélete
Hassan Preisler Charlottenlundban született, Bernben, Berlinben és Bagsværdben nőtt fel, és van egy lánya May el-Toukhy filmrendezőtől, akitől elvált. Jelenlegi barátnőjével van egy fia. A koppenhágai Nørrebroban élnek.

## Fordítás
- Ez a szócikk részben vagy egészben  a   Hassan Preisler című dán Wikipédia-szócikk fordításán alapul.  Az eredeti cikk szerkesztőit annak laptörténete sorolja fel. Ez a jelzés csupán a megfogalmazás eredetét és a szerzői jogokat jelzi, nem szolgál a cikkben szereplő információk forrásmegjelöléseként.